# ونوس (آلبوم زارا لارسن)
ونوس (انگلیسی: Venus) چهارمین آلبوم استودیویی خواننده سوئدی، زارا لارسن است. این آلبوم در ۹ فوریه ۲۰۲۴ از طریق سامر هاوس و اپیک رکوردز منتشر شد. ونوس آلبومی در سبک دنس پاپ است که موضوعاتی مانند عشق، شکست عشقی و همچنین روابط شخصی لارسن با خانواده و دوستانش را بررسی می‌کند. لارسن این آلبوم را «یک سواری کامل هیجانی و احساسی» توصیف کرده است.
این آلبوم با چهار تک‌آهنگ پشتیبانی شد: «Can't Tame Her»، «End of Time»، «On My Love» با همکاری دیوید گتا و «You Love Who You Love». ترانهٔ «Can't Tame Her» بلافاصله پس از انتشار، به موفقیت در پخش رادیویی اروپا رسید و «On My Love» در چند کشور به جمع بیست آهنگ برتر رسید.
پس از انتشار آلبوم، واکنش منتقدان عموماً مثبت بود. بیشتر منتقدان ترانه‌های پرانرژی و اجرای وکال لارسن را تحسین کردند، در حالی که نسبت به آهنگ‌های آرام‌تر واکنش‌های متفاوتی داشتند. برای تبلیغ این آلبوم، لارسن به تور ونوس رفت که از ۱۶ فوریه ۲۰۲۴ در منچستر، بریتانیا آغاز شد و در ۷ نوامبر ۲۰۲۴ در نیویورک، ایالات متحده پایان یافت. علاوه بر این، او به عنوان هنرمند افتتاحیه در کنسرت‌های آمریکایی تور جهانی ۲۰۲۴ کیگو حضور داشت.

## پیش‌زمینه
در ۳۰ دسامبر ۲۰۲۲، زارا لارسن اعلام کرد که آلبوم جدیدش در آن زمان حدود ۷۰٪ تکمیل شده است. برای این پروژه، لارسن از ترانه‌سرایان و تهیه‌کنندگان کِیسی اسمیت، ریک نوولز و دنجا دعوت کرد تا به او در «ثبت دقیق» صداهایی که می‌خواست در آلبوم بگنجاند کمک کنند. ناولز به ویژه در ایجاد «پایه و اساس» برای آلبوم جدید لارسن نقش داشت و به او این امکان را داد که «کمی از این و کمی از آن» را امتحان کند. لارسن در مصاحبه‌ای با شرکت جدول‌های رسمی در آوریل ۲۰۲۳ به طرفداران گفت که می‌توانند انتظار «آهنگ‌های رقص شاد و پرانرژی» و همچنین «تعادل احساسی» را داشته باشند. او این پروژه را یک «سواری کامل هیجانی و احساسی» توصیف کرد. در مه ۲۰۲۳، لارسن این آلبوم را «بسیار سرگرم‌کننده» نامید و آن را مجموعه‌ای از «موسیقی واقعاً خوب» توصیف کرد که از بالادها تا آهنگ‌های «رقص‌محور» را شامل می‌شود.
لارسن رسماً در ۲۶ اکتبر ۲۰۲۳ از طریق اینستاگرام انتشار آلبوم را اعلام کرد. آلبوم ونوس نشان می‌دهد که خواننده «کنترل بیشتری» بر آثار خود دارد. یک بیانیه مطبوعاتی، این اثر را «آلبومی پاپ شایستهٔ یک الهه» توصیف کرده و می‌گوید لارسن با این آلبوم بخشی از «برنامه شخصی خود» را مشخص می‌کند، تا حدی با «نگاهی به مسیر گذشته‌اش». این آلبوم شامل تک‌آهنگ‌های «Can't Tame Her", "End of Time» و «On My Love» است. انتشار آلبوم هم‌زمان با برگزاری تور اروپایی اصلی، یعنی تور ونوس بود که از فوریه تا ژوئیه ۲۰۲۴ برگزار شد.

## جدول‌های موسیقی
| جدول (۲۰۲۴)                            | بالاترین جایگاه |
| -------------------------------------- | --------------- |
| آلبوم‌های اتریشی (آلبوم‌های او۳)         | ۶۳              |
| آلبوم‌های بلژیکی (اولتراتاپ فلاندرز)    | ۴۲              |
| آلبوم‌های بلژیکی (اولتراتاپ والونیا)    | ۱۳۶             |
| آلبوم‌های هلندی (جدول‌های هلند)          | ۷۳              |
| آلبوم‌های فنلاندی (جدول رسمی فنلاند)    | ۱۷              |
| آلبوم‌های فرانسوی (اس‌ان‌ئی‌پی)            | ۸۵              |
| آلبوم‌های آلمانی (۱۰۰ آلبوم برتر رسمی)  | ۷۱              |
| آلبوم‌های ایسلندی (Tónlistinn)          | ۳۷              |
| آلبوم‌های نروژی (وی‌جی-لیستا)            | ۴               |
| آلبوم‌های لهستانی (ZPAV)                | ۹۸              |
| آلبوم‌های پرتغالی (ای‌اف‌پی)              | ۱۱۸             |
| آلبوم‌های اسکاتلندی (شرکت جدول‌های رسمی) | ۸               |
| آلبوم‌های اسپانیایی (پروموزیکای)        | ۷۶              |
| آلبوم‌های سوئدی (برترین‌های سوئد)        | ۳               |
| آلبوم‌های سوئیسی (جدول موسیقی سوئیس)    | ۳۱              |
| آلبوم‌های بریتانیا (شرکت جدول‌های رسمی)  | ۱۵              |

| جدول (۲۰۲۴)                     | جایگاه |
| ------------------------------- | ------ |
| آلبوم‌های سوئدی (برترین‌های سوئد) | ۲۳     |

## گواهی‌نامه‌ها
| منطقه                                   | گواهی | واحد گواهی‌شده/فروش |
| --------------------------------------- | ----- | ------------------ |
| سوئد (گی‌ال‌اف)                           | طلا   | ۱۵٬۰۰۰             |
| رقم فروش+پخش جاری تنها بر پایهٔ گواهی‌ها. |       |                    |

## تاریخچه انتشار
| منطقه | تاریخ        | فرمت                  | ناشر           | منابع         |
| ----- | ------------ | --------------------- | -------------- | ------------- |
| مختلف | ۹ فوریه ۲۰۲۴ | سی‌دی ال‌پی             | سامر هاوس اپیک | [ ۲۸ ] [ ۲۹ ] |
| مختلف | ۹ فوریه ۲۰۲۴ | دانلود دیجیتال استریم | سامر هاوس اپیک | [ ۳۰ ]        |